# Paul Lacôme

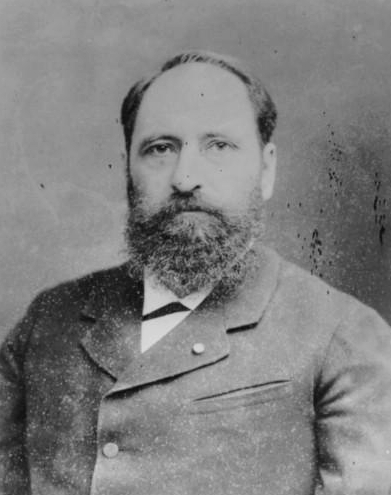
Paul Lacôme, fotograferad av Félix Nadar.

Paul-Jean-Jacques Lacôme d'Estalenx, född den 4 mars 1838 i Houga (Gers), död där den 12 december 1920, var en fransk tonsättare.
Lacôme komponerade en mängd operetter, bland annat Jeanne, Jeannette et Jeanneton (1876; svensk översättning "Jeanne, Jeannette och Jeanneton") samt Madame Boniface (1883; "Fru Boniface"), sånger, pianosaker, stycken för blåsinstrument, musik till Perraults sagor med mera och skrev musikuppsatser. 